# Heinrich Sames
Heinrich Georg Sames (* 9. März 1865 in Dorf-Güll; † 1. Mai 1939 in Bad Nauheim) war ein hessischer Politiker (DDP) und ehemaliger Abgeordneter des Landtags des Volksstaates Hessen in der Weimarer Republik.

## Familie und Beruf
Heinrich Sames, der evangelischer Konfession war, war der Sohn des Maurermeisters Johann Georg Sames und dessen Frau Margaretha, geborene Hubeler. Er war mit Anna Margaretha, geborene Lang verheiratet. 
Heinrich Sames arbeitete seit 1887 als Bauunternehmer in Darmstadt. 1937 wurde er Ehrenmeister des deutschen Handwerks.

## Politik
Heinrich Sames gehörte dem Landtag von 1920 bis 1921 als Nachfolger des verstorbenen Eugen Feistmann an. Bereits 1908 war er Stadtverordneter in Darmstadt geworden.